# Felice Lattuada
Felice Lattuada, né le 5 février 1882 à Morimondo (province de Milan, Lombardie), décédé le 2 novembre 1962 à Milan, est un compositeur et chef d'orchestre italien.

## Biographie
Après avoir envisagé l'enseignement général, Felice Lattuada intègre en 1907 le conservatoire de Milan, où il étudie l'histoire de la musique avec Giusto Zampieri et la composition avec Vincenzo Ferroni. Il en ressort diplômé en 1911, après avoir présenté une Sinfonia romantica pour grand orchestre (créée en 1912).
Le catalogue de ses compositions « classiques » (souvent marquées par le vérisme et influencées notamment par Giacomo Puccini mais aussi par Giuseppe Verdi) comprend entre autres, outre la symphonie pré-citée, quelques œuvres de musique de chambre (dont deux quatuors à cordes), des pièces pour orchestre, des partitions pour voix soliste(s) et/ou chorales, ainsi que six opéras (pour lesquels il reste le plus connu), dont un Don Giovanni créé en 1929 au Teatro San Carlo de Naples.
Felice Lattuada s'illustre également dans le domaine de la musique de film et compose les bandes originales de neuf films italiens, disséminés entre 1931 et 1953, dont six réalisés par Alberto Lattuada, son fils.
Il mène toute sa carrière à Milan et, outre la composition, devient en 1935 le directeur de la Milano Civica Scuola di Musica (école de musique), poste qu'il conserve jusqu'à sa mort en 1962. De plus, il est régulièrement chef d'orchestre au Teatro Dal Verme et à la Scala.

## Compositions

### Opéras
- 1922 : La tempesta, opéra en un prologue et quatre actes, livret d'Arturo Rossato, d'après La Tempête de William Shakespeare (créé au Teatro Dal Verme à Milan la même année).
- 1924 : Sandha, tragédie indienne en un acte, livret de Ferdinando Fontana (créée au théâtre Carlo-Felice à Gênes la même année).
- 1925 : Don Giovanni, tragédie en quatre actes, livret d'Arturo Rossato (créée au Teatro San Carlo à Naples en 1929).
- 1929 : Le preziose ridicole, comédie lyrique en un acte, livret d'Arturo Rossato, d'après Les Précieuses ridicules de Molière (créée à la Scala de Milan la même année).
- 1937 : La caverna di Salamanca, intermède comique en un acte et deux tableaux, livret de Valentino Piccoli, d'après La cueva de Salamanca de Miguel de Cervantes (créé à Gênes en 1938, avec Magda Olivero dans le rôle de Leonarda).
- 1957 : Caino, tragédie lyrique en un acte, livret de Giuseppe Zambianchi, d'après Caïn de Lord Byron (créée à Milan la même année).

### Autres œuvres
- 1909 : Sonate pour violon et piano
- 1911 : Sinfonia romantica pour grand orchestre (créée à Milan en 1912)
- 1913 : Visione orientale, scène lyrique pour ténor et orchestre
- 1918 : Quatuor à cordes en ré mineur (publié en 1919)
- 1931 : La consacrazione del bardo, poème symphonique
- 1933 : Canto augurale per la Nazione eletta, pour ténor, chœurs et orchestre
- 1946 : Cimitero di guerra, pièce pour orchestre.

### Musiques de films
- 1931 : Le Retour de Figaro (Figaro e la sua gran giornata) de Mario Camerini
- 1932 : Le Palio de Sienne (Palio) d'Alessandro Blasetti
- 1942 : Oui madame (Sissignora) de Ferdinando Maria Poggioli
- 1943 : Giacomo l'idealista d'Alberto Lattuada
- 1946 : Le Bandit (Il bandito) d'Alberto Lattuada
- 1947 : Le Crime de Giovanni Episcopo (Il delitto di Giovanni Episcopo) d'Alberto Lattuada
- 1950 : Les Feux du music-hall (Luci del varietà) d'Alberto Lattuada et Federico Fellini
- 1952 : Le Manteau (Il cappotto) d'Alberto Lattuada
- 1953 : La Louve de Calabre (La lupa) d'Alberto Lattuada